# 活性己糖相關化合物
含有豐富的α－葡聚醣成分，由擔子菌科香菇（Lentinula edodes）的菌絲體製造，屬於天然保健食品類，不是合格的藥物。

活性己糖相關化合物的结构

AHCC最初目的為降血壓。然而東京大學的研究團隊發現AHCC可能對先天免疫系統有影響，並於1992年發表研究成果，然而，這一研究報告並不被發表在索引期刊中作為官方引用。這份文獻中，研究者聲稱AHCC促進自然殺手細胞（NK）之活性，並強化殺手T細胞和細胞因子。然而，至今並沒有足夠的研究或主流文獻支持這一理論。

## 化學成分
AHCC成分中由40%多醣體組成。此多醣體成分包含β-葡聚醣（β-glucan）及乙醯化α-葡聚醣。 AHCC的乙醯化α-葡聚醣很獨特，由培養出的香菇菌絲體製造出。 葡聚醣屬於多醣體，而這些多醣體以其可促進免疫的功能著稱。低分子量的乙醯化α-葡聚醣（大約5000道爾頓），與分子量較高的β-葡聚醣相比，更容易吸收至人體中。 β-葡聚醣分子量大約5萬至10萬道爾頓。

## 安全性
AHCC的安全研究包括人體試驗及傳統的化學療法。人類口服AHCC可能是安全的。人類可服用AHCC4.5克每日持續6個月而不產生明顯不良反應，然而目前並沒有足夠的研究和充足的數據確保AHCC對人類無毒性。
孕婦：避免使用。目前無任何研究證明AHCC對孕婦是安全的，因此，孕婦應當注意盡量避免服用。
自體免疫疾病患者：慎用。AHCC對人類的作用似乎是通過免疫系統實現的，因此可能會導致本身自體免疫系統疾病患者病情加劇。

## 外部連結
- Aminou Up Co., Ltd. （页面存档备份，存于）
- AHCC Research Association （页面存档备份，存于）
- AHCC Nutrients Phil., Inc. （页面存档备份，存于）